# Ábel Kenyeres
Ábel Kenyeres, né le 14 avril 1994 à Szigetszentmiklós, est un coureur cycliste hongrois.

## Palmarès
- 2011[1]
  -  Champion de Hongrie du contre-la-montre juniors
- 2012
  -  Champion de Hongrie sur route juniors
  -  Champion de Hongrie de la montagne juniors
  - 3e du championnat de Hongrie du contre-la-montre juniors
- 2013
  -  Champion de Hongrie du contre-la-montre espoirs
  - 2e du championnat de Hongrie sur route espoirs
- 2014
  - 2e du Tour de Pelso
  - 3e de la Félsziget Kupa

## Classements mondiaux
| Année           | 2013 | 2014 | 2015   |
| --------------- | ---- | ---- | ------ |
| UCI Europe Tour | 683e |      | 1 020e |